# Creu de terme del Prat
La Creu de terme del Prat és una creu de terme de Sant Mateu de Bages (Bages) situada en un turonet on hi ha un encreuament de camins, prop de cal Masover del Prat.
Consisteix en un pedestal format per un bloc de pedra de forma quadrangular de costats inclinats amb un fust cilíndric al seu damunt. La creu és de ferro i té les astes obertes en una forma semblant a la flor de lis. En una cara hi té la inscripció "A Cristo Redentor" i en l'altra "1913". Per aquest indret hi passava l'antic camí que venia de Comallonga i can Gras per dirigir-se cap a cal Guinardé i el molí de cal Carner, seguint la vall de la Rasa del Carner. Aquest devia ser un dels punts on es beneïen els camps en el transcurs del ritual de benedicció el terme.